# Tympanotriba
Tympanotriba is een geslacht van rechtvleugeligen uit de familie sabelsprinkhanen (Tettigoniidae). De wetenschappelijke naam van dit geslacht is voor het eerst geldig gepubliceerd in 1971 door Piza.

## Soorten
Het geslacht Tympanotriba  is monotypisch en omvat slechts de volgende soort:
- Tympanotriba vittata (Piza, 1971)